# Холст (посёлок)
Хо́лст (осет. Холыст) — посёлок (с 1968 по 2005 г. — рабочий посёлок) в Алагирском районе Республики Северная Осетия-Алания. Входит в состав Унальского сельского поселения.

## География
Посёлок расположен в центральной части района, на левом берегу реки Кутардон. Находится в 15 км к юго-западу от центра сельского поселения Нижний Унал, в 40 км к югу от районного центра Алагир и в 85 км к юго-западу от Владикавказа (по дороге). Возле обезлюдевшего селения находится покинутое село Джими.
Посёлок находится на территории Северо-Осетинского государственного заповедника.

## История
К середине XIX века Холст представлял собой село в 14 дворов, с населением в 187 человек. Селение входил в Дагомский приход, но подчинялся при этом Мизурской администрации.
21 июля 1896 года Маг Далгат открыл в районе села Холст месторождения меди и к началу XX века посёлок насчитывал 28 дворов, с общей численностью населения в 258 человек.
13 октября 1922 года произошло сильное землетрясение и летом 1923 года правительственная комиссия по оценке ущерба от землетрясения признало, что в селе Холст были разрушены все 25 хозяйств. В денежном выражении ущерб от землетрясения в селе составляло 10 000 рублей.
К 1926 году жизнь в селе восстановилась, однако часть людей были переселены в другие села, и по данным на 1926 год в селе проживало 173 человека.
После Великой Отечественной войны, в селе продолжили добычу меди, и ему было присвоено статус посёлка городского типа. Это способствовало росту численности населения в нём.
Однако в последующем из-за сокращения добычи меди население посёлка вновь стало сокращаться. После распада СССР добыча была полностью остановлена, к концу XX века село практически опустело.
В начале 2000 в посёлке Холст был открыт реабилитационный цент для наркозависимых, который функционировал недолго. Ныне в селе постоянное население отсутствует.

## Архитектура
«Заброшенный в последнее время аул Холст», — писал С. Анисимов, — интересен тем, что «он лепится в виде группы горных гнезд на большой крутизне, почти у гребня горы». Здесь сохранились боевая башня и небольшой склеповый могильник.

## Население
| 1970 | 1979 | 1989 | 2002 | 2010 | 2021 |
| ---- | ---- | ---- | ---- | ---- | ---- |
| 571  | ↘365 | ↘275 | ↘44  | ↘0   | ↗16  |